# Sabine Wils
Sabine Wils (Aachen, 1959. május 31. – 2023. június 18.) német politikus.

## Életútja
Aachenben nőtt fel és 1977-ben itt fejezte be a középiskolát, majd 1978 és 1980 között szülésznői képzést végzett Hamburgban. 1988-ban vegyészdiplomát szerzett. Ezt követően 1989 és 1997 között a hamburgi Környezetvédelmi Ügynökségnél, 2004-től pedig a városfejlesztési és környezetvédelmi önkormányzatnál dolgozott. 1999 óta a Demokratikus Szocializmus Pártja és utódja, a Baloldali Párt tagja volt.
A 2009-es európai parlamenti választásokon pártja listájáról második jelöltként választották meg képviselőnek. 2009. július 14-től haláláig az Európai Parlament tagja, a Környezetvédelmi, Közegészségügyi és Élelmiszerbiztonsági Bizottság teljes jogú tagja, a Közlekedési és Idegenforgalmi Bizottság póttagja, valamint a küldöttség tagja volt.
Házas volt, három gyermeke született.